# 毛金竹
毛金竹（学名：Phyllostachys nigra var. henonis）为禾本科刚竹属下紫竹的一个变种。